# Juego estocástico
En la teoría de juegos, un juego estocástico, introducido por Lloyd Shapley a principios de 1950, es un juego dinámico con transiciones probabilísticas jugado por uno o más jugadores. El juego se desarrolla en una secuencia de etapas. Al comienzo de cada etapa del juego se está en algún estado. Los jugadores eligen acciones y cada jugador recibe un pago que depende del estado actual y las acciones elegidas. El juego se mueve a un nuevo estado aleatoriamente cuya distribución depende del estado previo y las acciones elegidas por los jugadores. El procedimiento se repite en el nuevo estado y el juego continúa por un número finito o infinito de etapas. El pago total a un jugador se toma a menudo como la suma descontada de los pagos etapa por etapa o el límite inferior de los promedios de las rentabilidades de cada etapa.
Los juegos estocásticos generalizan tanto los procesos de decisión de Markov y los juegos repetidos. 

## Teoría
Los ingredientes de un juego estocástico son: un conjunto finito de jugadores {\displaystyle I}; Un espacio de estados {\displaystyle M}, (Ya sea un conjunto finito o un espacio medible {\displaystyle (M,{\mathcal {A}})}, un conjunto de jugadores {\displaystyle i\in I}, Un conjunto de acciones {\displaystyle S^{i}} (Ya sea un conjunto finito o un espacio medible {\displaystyle (S^{i},{\mathcal {S}}^{i})}); una transición de probabilidad {\displaystyle M\times S}, donde {\displaystyle S=\times _{i\in I}S^{i}} son los perfiles de acción a {\displaystyle M}, donde {\displaystyle P(A\mid m,s)} es la probabilidad de que el siguiente estado este en {\displaystyle A}, dado el estado actual es {\displaystyle m} y el perfil de acción actual es {\displaystyle s}.
El juego comienza en un estado inicial {\displaystyle m_{1}}. En la etapa {\displaystyle t}, Los jugadores primero observan {\displaystyle m_{t}}, a continuación, elija simultáneamente acciones {\displaystyle s_{t}^{i}\in S^{i}}, posteriormente observe el perfil de acción {\displaystyle s_{t}=(s_{t}^{i})_{i}} , en donde la naturaleza selecciona {\displaystyle m_{t+1}} de acuerdo a la probabilidad {\displaystyle P(\cdot \mid m_{t},s_{t})}. Una jugada del partido estocástico, {\displaystyle m_{1},s_{1},\ldots ,m_{t},s_{t},\ldots }, Define una corriente de pagos {\displaystyle g_{1},g_{2},\ldots }, en donde {\displaystyle g_{t}=g(m_{t},s_{t})}.